# Stephan Engels
Stephan Engels (Niederkassel, Alemania Federal, 6 de septiembre de 1960) es un exjugador y exentrenador de fútbol alemán. En su etapa como jugador profesional se desempeñaba como centrocampista.
Su hijo Mario también es futbolista.

## Selección nacional
Fue internacional con la selección de Alemania Federal en 8 ocasiones. Formó parte de la selección subcampeona de la Copa del Mundo de 1982, pese a no haber jugado ningún partido durante el torneo.

### Participaciones en Copas del Mundo
| Mundial                        | Sede   | Resultado  | Partidos | Goles |
| ------------------------------ | ------ | ---------- | -------- | ----- |
| Copa Mundial de Fútbol de 1982 | España | Subcampeón | 0        | 0     |

### Participaciones en Eurocopas
| Copa                    | Sede    | Resultado      |
| ----------------------- | ------- | -------------- |
| Eurocopa Sub-18 de 1979 | Austria | Fase de grupos |

## Clubes

### Como jugador
| Club               | País             | Año       |
| ------------------ | ---------------- | --------- |
| FC Colonia         | Alemania Federal | 1978-1988 |
| SC Fortuna Colonia | Alemania Federal | 1988-1990 |

### Como entrenador
| Club                | País     | Año       |
| ------------------- | -------- | --------- |
| FC Colonia sub-23   | Alemania | 1992-1999 |
| FC Colonia          | Alemania | 1995-1996 |
| FC Viktoria Colonia | Alemania | 2004-2005 |
| FC Colonia II       | Alemania | 2013-2015 |

## Palmarés

### Campeonatos nacionales
| Título           | Club       | País             | Año  |
| ---------------- | ---------- | ---------------- | ---- |
| Copa de Alemania | FC Colonia | Alemania Federal | 1983 |